# Texcocosjön

Texcoco före den spanska erövringen

Texcocosjön var en sjö i Mexiko. På en ö i den grunda delen av sjön låg aztekernas huvudstad Tenochtitlán. Aztekerna uppförde dammar och kanaler för att reglera vattennivån i sjön och för att samla dricksvatten eftersom vattnet i sjön var salt. Under spanjorernas belägring förstördes dammarna och de blev aldrig återuppbyggda. Därför blev översvämningar ett stort problem i Mexico City som byggdes ovanpå Tenochtitlán. 
Under 1600-talet försökte man dränera sjön men översvämningarna fortsatte. Det var först under 1900-talet som man fick kontroll på översvämningarna. 1967 påbörjades ett stort projekt som innefattade ett tunnelsystem på flera hundra kilometer, vilka leder bort regnvatten från dalen. De ekologiska konsekvenserna av dräneringen är stora och Mexico City lider idag av vattenbrist. Pumpningen av vatten från underjorden är en av anledningarna till att staden idag sjunker med cirka fem centimeter varje år. Det enda som idag finns kvar av sjön är små saltträsk öster om Mexico City.